# Zanesfield (Ohio)
Pour l’article homonyme, voir Zanesfield.
Zanesfield est un village américain situé dans le comté de Logan, dans l'Ohio. Selon le recensement de 2010, sa population est de 197 habitants.